# エルンスト・ヤンドル

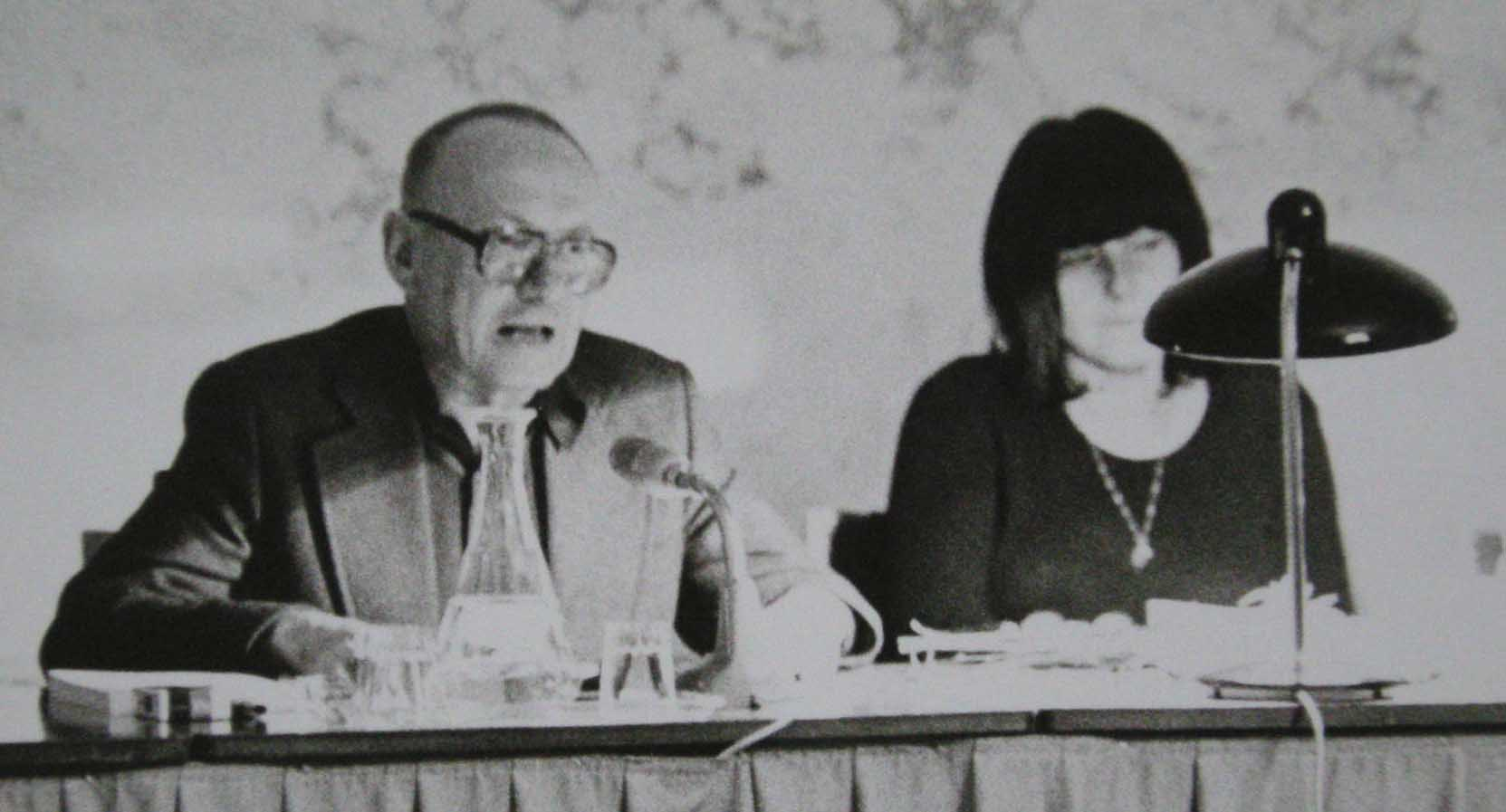
エルンスト・ヤンドルとフリーデリケ・マイレッカー、1974年

エルンスト・ヤンドル（Ernst Jandl、1925年8月1日 - 2000年6月9日）は、オーストリアの前衛詩人。

## 人物
ウィーンに生まれる。18歳で従軍しアメリカ軍の捕虜を経験、終戦後はウィーン大学でドイツ文学と英文学を学び、ドイツ文学の博士を取得した。高校教師をしながら1952年より詩の発表をはじめ、1956年に最初の詩集『別の目』を刊行。当初は伝統的な詩形に則っていたが、その後「具体詩」の影響のもと単語を視覚的に並べた詩や、音声、息などを組み込んだ朗読用の詩などの実験詩を数多く作った。放送劇の脚本も書き、1954年より同棲していた同郷の詩人フリーデリケ・マイレッカーとの共作『五人の人間』（1968年）は高い評価を受けた。そのほかガートルード・スタインやジョン・ケージなどの翻訳も行なっている。